# Засмага

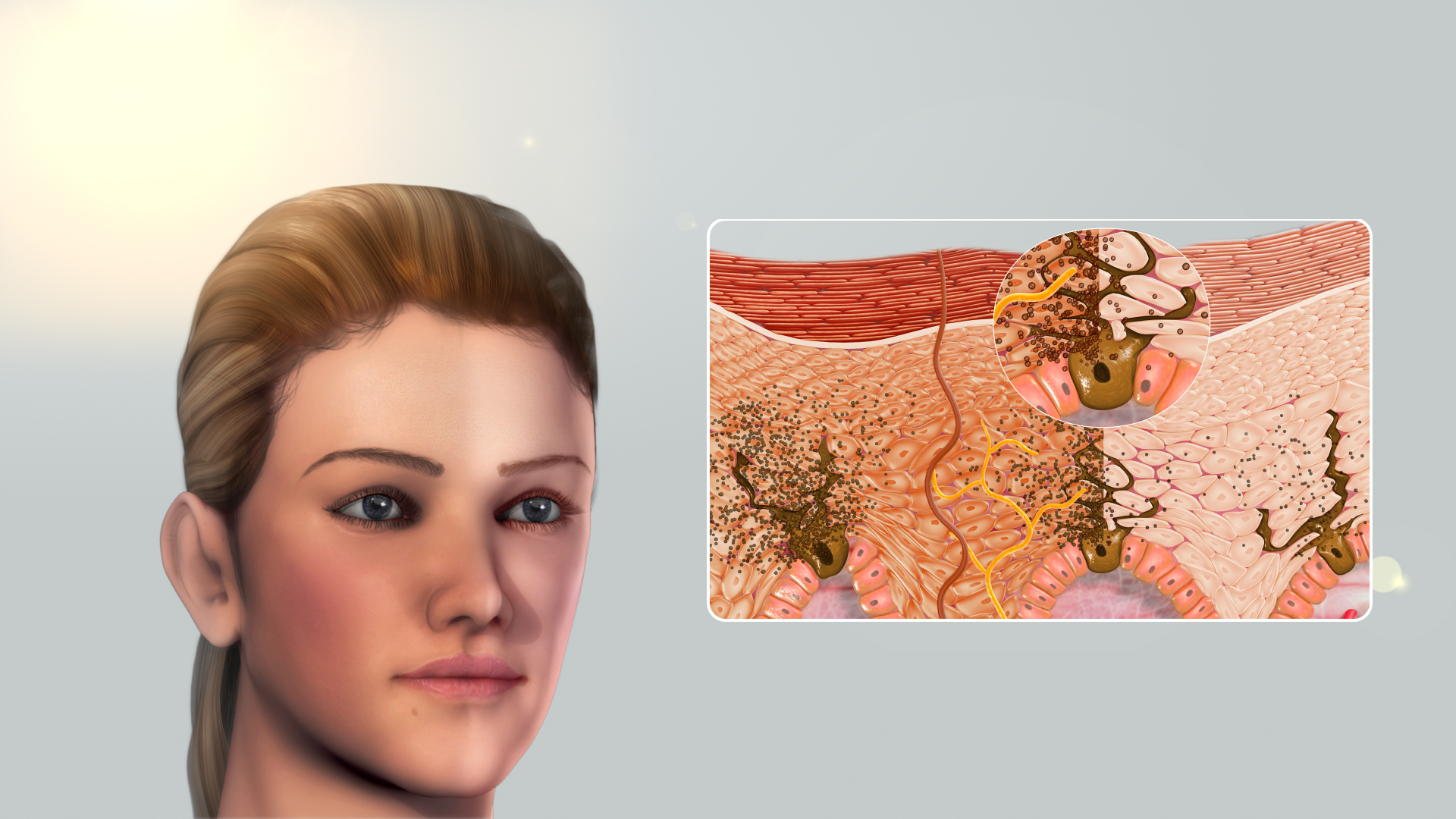
Тон шкіри стає темнішим через вироблення більшої кількості меланіну для подолання пошкодження меланіну, спричиненого засмагою

Засмага (засмаглість) — потемніння шкіри під впливом ультрафіолетового випромінювання, внаслідок якого в нижніх шарах епідермісу шкіри відкладається пігмент меланін. Засмага утворюється під час сонячних ванн під сонячним світлом або штучним (солярій). Нетривала дія УФ-променів на організм є корисною (вироблення вітаміну D, активізація імунної системи, покращення стану шкіри, психічного стану). Проте тривала або сильна їх дія, а надто танорексія, призводить до сонячних опіків, виснаження імунної системи, погіршення репродуктивної функції, фотостаріння шкіри, раку шкіри (меланома). Захист від УФ-променів передбачає парасольки, одяг, сонячні окуляри, сонцезахисні креми.  

## Механізм утворення

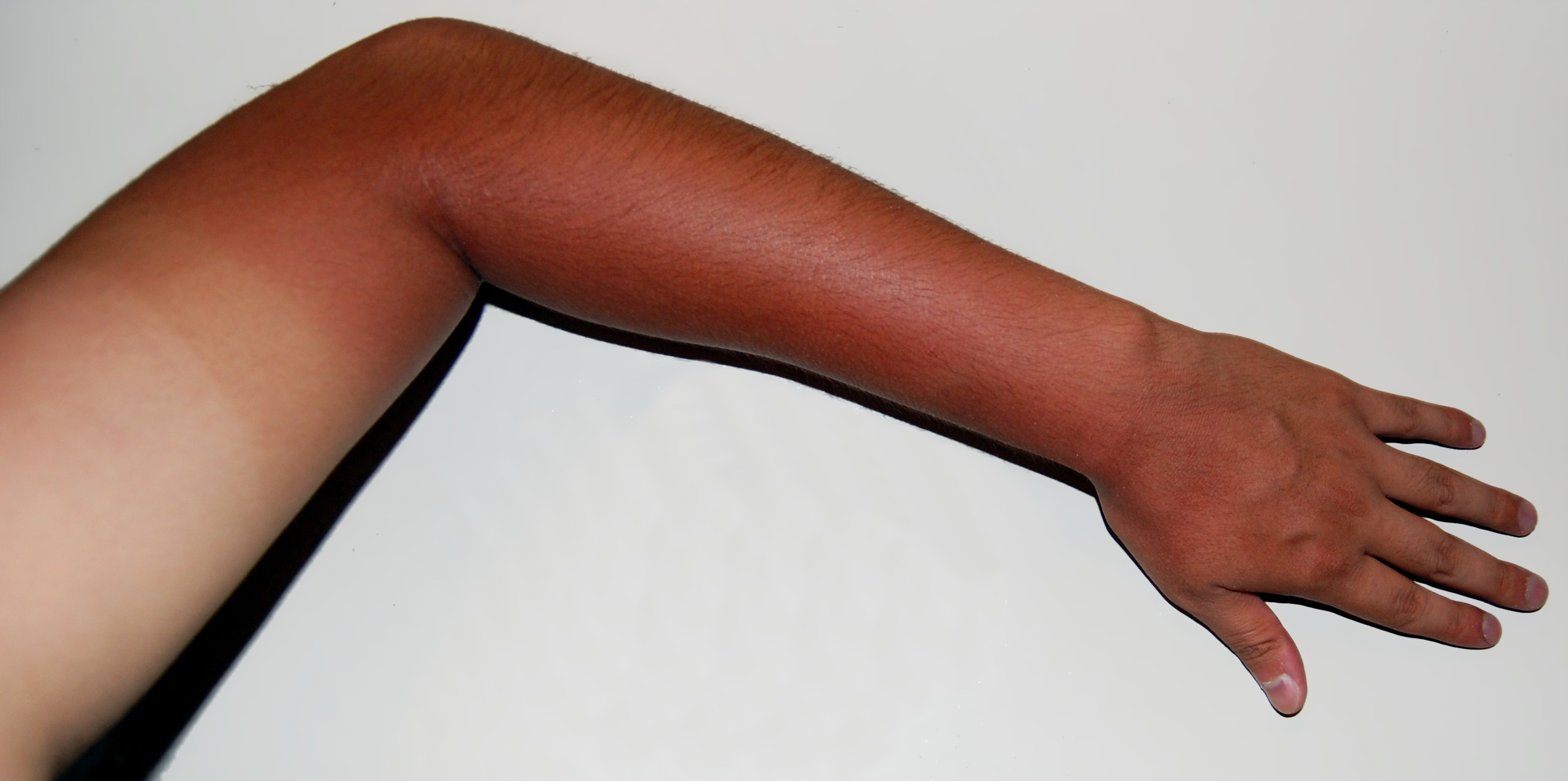
Рука з різною мірою засмаглими ділянками шкіри

Засмага розвивається поступово після повторних опромінень невеликої інтенсивності. Першою фазою засмаги є легка фізіологічна еритема. Потім шкіра поступово темніє, набуває засмаглості. 
Ступінь і швидкість появи засмаги не є показниками здоров'я, а пов'язані з генетичними особливостями людини. Тривале проживання предків північних народів у середніх і високих широтах, в умовах меншої освітленості, ніж в Африці, призвело до підвищення потреби у вітаміні D, необхідному для нормального формування кісток. Темношкірі люди потребують довшого перебування на сонці, ніж світлошкірі, щоб синтезувати однакову кількість вітаміну D. Темношкірі люди засмагають швидше, ніж світлошкірі, бо в них набагато більше меланіну від природи. 
Чутливість до ультрафіолетового опромінення у різних людей, особливо у дітей, різна. Брюнети зі смаглявою шкірою швидше засмагають, ніж блондини і рудоволосі з тонкою ніжною шкірою, у яких поширені сонячні опіки шкіри при дії УФ-променів. 

## Небезпека ультрафіолету для здоров'я

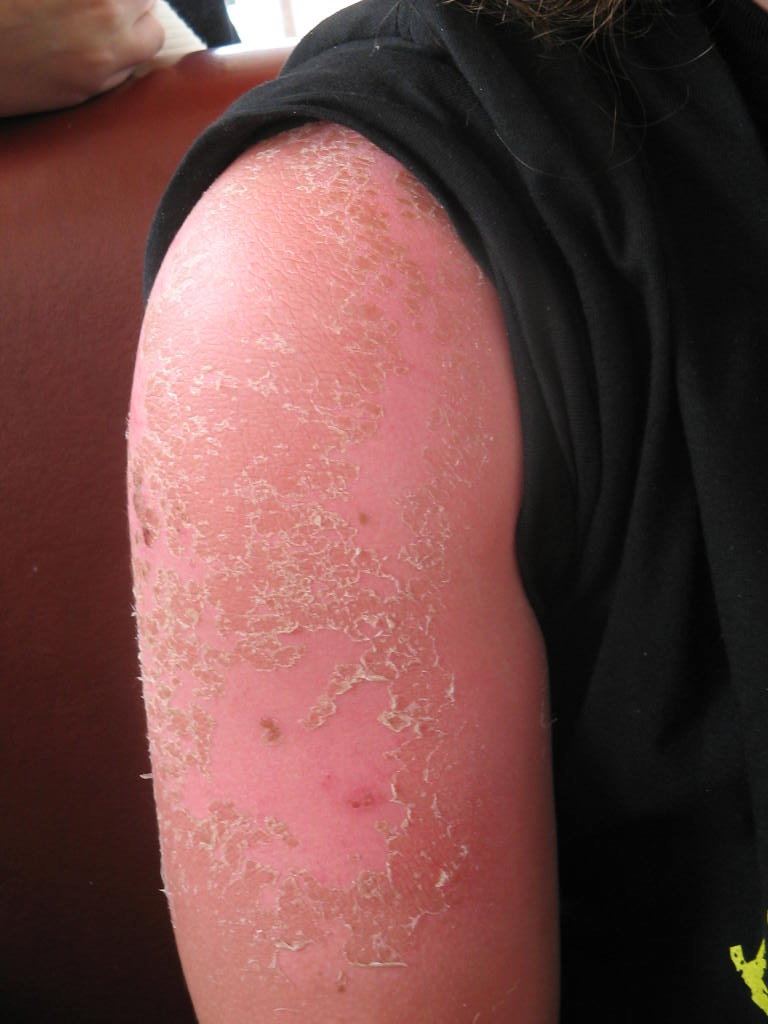
Сонячний опік

Меланома (рак шкіри)

Незважаючи на ризик, багато людей засмагають понад міру, вважаючи, що засмага додає шкірі здоров'я і привабливості. Ілюзії щодо позитивної оцінки темної засмаги пов'язані з початком XX століття, коли було встановлено, що в шкірі під впливом сонячного світла утворюється фактор проти рахіту — вітамін D. Але вже до 1980-х стало очевидно, що надмірна засмага провокує прискорене старіння шкіри, а при взаємодії з іншими факторами (спадковість, тип шкіри, режим харчування, спосіб життя, екологічна обстановка) є фактором ризику меланоми (рак шкіри).
Ультрафіолет згубно діє на сітківку ока. 
Надмірне УФ-опромінення може послабити імунну систему і підвищити ризик інфекційних захворювань. 
Надмірна інсоляція знижує фертильність у жінок, а у чоловіків може викликати короткочасне безпліддя (на кілька днів). 
Найбільш інтенсивна і стійка засмага виникає після тривалого перебування на сонці, що часто шкідливо позначається на стані здоров'я (нервовій, серцево-судинній та ін. системах).
При надмірній дозі опромінення замість засмаги утворюється сонячний опік.
Широко поширена помилкова думка, що засмага, надбана за допомогою спеціального штучного обладнання (солярій), добре захищає шкіру від сонячних опіків під час відпочинку під сонцем. Насправді засмага, надбана за допомогою обладнання, надає лише обмежений захист шкіри від опіків сонячними УФ-променями. Було оцінено, що така засмага володіє таким же захисним ефектом, як і сонцезахисний засіб з фактором сонячного захисту (SPF) 2—3.
Ультрафіолетове випромінювання поділяється на три діапазони:

#### Діапазон UVC:
- його не пропускає атмосфера Землі.

#### Діапазон UVB:
- пусковий вплив для утворення меланіну в шкірі.
- сприяє старінню шкіри(але в меншій мірі, ніж UVA), у важких випадках утворюються пухирі.
- майже повністю блокується більшістю захисних речовин в кремах.
- довжина хвилі 320-290 нм.
- проникає у зовнішні шари шкіри.
- не проникає крізь скло.
- більш інтенсивний, ніж UVA.
- є канцерогеном.

#### Діапазон UVA — «ближній ультрафіолет»:
- сприяє утворенню меланоми, найнебезпечнішого раку шкіри, а також призводить до передчасного старіння.
- раніші сонцезахисні креми не блокували їх; зараз виробники додають у ті креми окремі спеціальні фактори захисту від UVA, як і окремі спеціальні від UVB.
- основним захистом є одяг, хімічні та фізичні фактори.
- довжина хвилі 400-320 нм.
- глибоко проникає у тканини шкіри людини.
- є менш інтенсивним, ніж UVB.
- проникає через скло.
- становить 95% від всього ультрафіолету.

## Корисна дія ультрафіолету
Під дією УФ-променів активізується утворення вітаміну D, необхідного організму для всмоктування кальцію і фосфору, які відповідають за зміцнення м'язів і кісток та за загоєння ран.  Сонячні ультрафіолетові промені групи В (UVB) сприяють засмазі та утворенню холекальциферолу (вітаміну D3) з 7-дегідрохолестерину, похідного холестерину, який зазвичай присутній в організмі (ЛПВГ).  
УФ-промені активізують більшість процесів, що відбуваються в організмі — дихання, обмін речовин, кровообіг і діяльність ендокринної системи. 
Доведено, що під дією УФ-променів значно збільшується кількість антитіл у крові, що підвищує стійкість людського організму до інфекційних і вірусних захворювань. 
Взимку і навесні, коли захисні функції організму ослаблені, УФ-промені допомагають боротися із застудними захворюваннями.  
УФ-промені успішно використовуються при лікуванні різних шкірних захворювань, таких як екзема, псоріаз, вугровий висип. Використання в лікувальних цілях не усуває негативних побічних ефектів УФ-випромінювання, однак відбувається під медичним контролем, що дозволяє мінімізувати шкоду в порівнянні з корисним ефектом. 
УФ-промені впливають на настрій і протидіють стресу. 

## Безпечна засмага

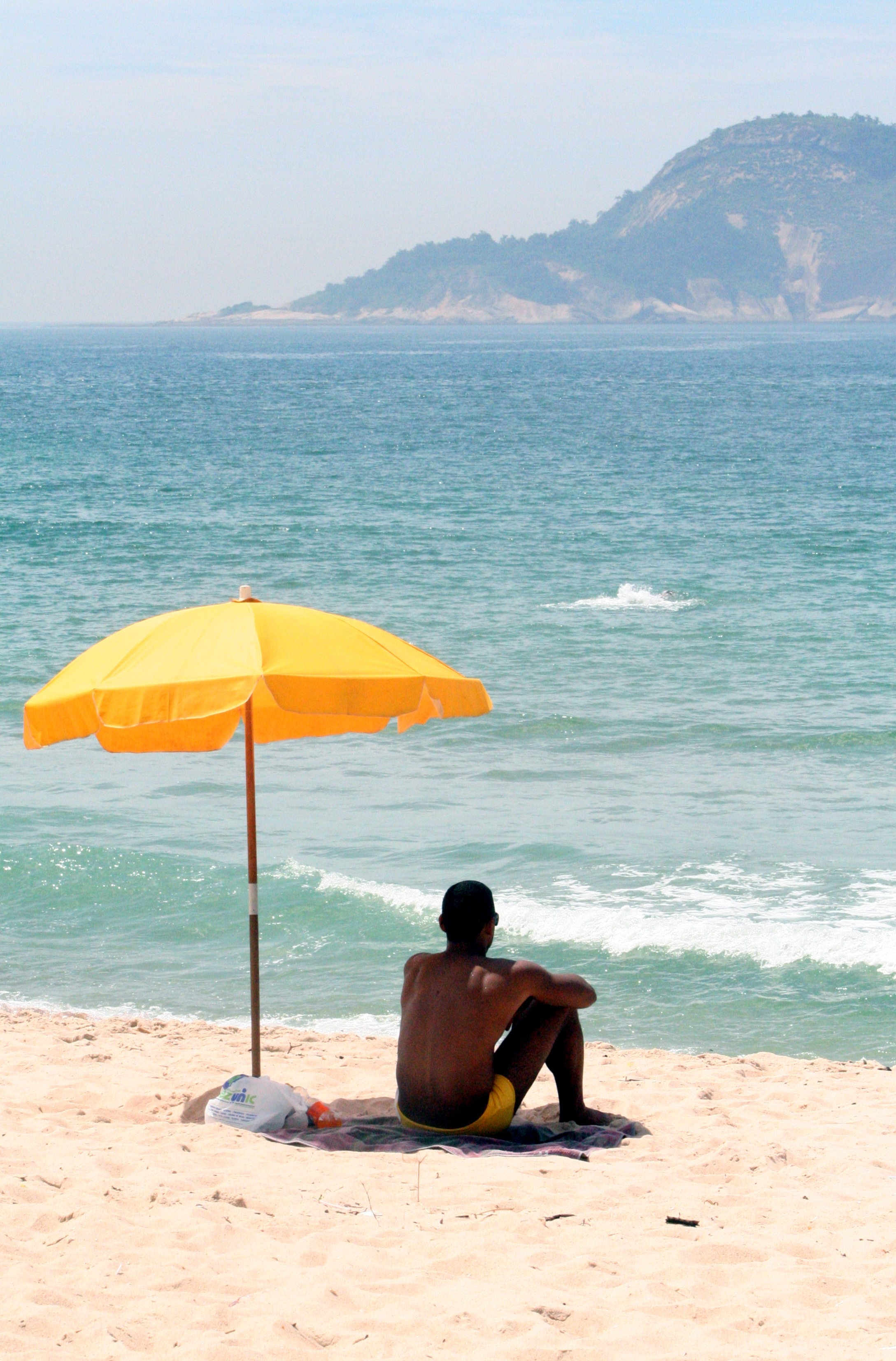
Захист від прямих сонячних променів за допомогою парасольки

Для підтримки необхідного рівня вітаміну D в організмі достатньо підставляти сонцю руки та обличчя 2-3 рази на тиждень по 5-15 хвилин протягом літніх місяців.
Вітамін D також міститься в деяких продуктах харчування, особливо в жирній рибі. Взимку або коли мало сонячного світла, людям, які не споживають достатньо вітаміну D3 через раціон, можна вживати його як добавку.

### Захист від ультрафіолету
Для захисту використовують насамперед навіси, парасольки, козирки, капелюхи, а також просторий світлий одяг, що не пропускає УФ-промені. 

### Креми «від засмаги»
Використання таких кремів засновується на дії двох типів фільтрів, що входять до їх складу: неорганічних (діоксид титану тощо) і різних органічних речовин. Загальна ефективність таких кремів оцінюється числом SPF (англ. Sun Protect Factor). SPF показує, у скільки разів можна збільшити тривалість перебування на сонці завдяки захисному крему.

### Рослинні олії
Змащування шкіри жирними рослинними оліями (горіхова, персикова та ін.) для швидкого отримання засмаги оберігає її від висушування і, до певної міри, від опіків.
Водночас деяким компонентам ефірних олій (бергамоту, апельсина та ін. цитрусових), соку веху, петрушки та ін. рослин властива фототоксичність: вони під дією сонячних променів провокують опіки шкіри.